# Сато Рюдзі
Рюдзі Сато (яп. 佐藤 隆治, нар. 16 квітня 1977, Нагоя) — японський футбольний арбітр, з 2009 року арбітр ФІФА. Дебютував на міжнародній арені в 2009 році. Є найпопулярнішим футбольним арбітром з Японії на міжнародній арені, замінивши Юїті Нісімуру, який пішов на пенсію 2014 року.

## Біографія
Почав займатися футбольним суддівством у матчах японської Джей-ліги. У 2009 році отримав статус арбітра ФІФА, дебютував на міжнародній арені 29 березня 2009 року суддівством матчу між збірними Південної Кореї і Ірану в рамках відбіркового турніру до чемпіонату Східної Азії 2010 року. У червні 2011 року був залучений до суддівства міжнародного приватного турніру національних збірних Кубка Кірін, проведеного однією з японських пивних компаній.
У 2014 році був залучений до суддівства відбіркових матчів до Кубку Азії 2015 року, у фінальній стадії турніру обслуговував три матчі, включно з півфінальним поєдинком між збірними Іраку і Південної Кореї. Того ж року обраний резервним арбітром матчу клубного чемпіонату світу в Японії.
У 2018 році рішенням ФІФА обраний головним арбітром для обслуговування матчів чемпіонату світу в Росії,..